# Lucky Aura
Singles de Erina Mano
Manopiano
(2008) Lalala-Sososo
(2008)
Lucky Aura (ラッキーオーラ) est le 2e single "indépendant" de la chanteuse japonaise Erina Mano (真野恵里菜), sorti le 4 octobre 2008 au Japon.

## Présentation
C'est le deuxième d'une série de trois singles produits "en indépendant" par la maison de disques Up-Front Works pour lancer cette nouvelle artiste, dans le cadre du Hello! Project. Il a été commercialisé uniquement dans la chaîne de magasins de disques Tower Records, en plus de ventes directes par internet et par courrier. L'unique chanson du single est écrite par Yoshiko Miura (三浦徳子), composée par KAN, et produite et arrangée par Taisei. Elle figurera sur l'album Friends qui sortira fin 2009.

## Liste des titres
1. Lucky Aura (ラッキーオーラ?) – 04:58
2. Lucky Aura (Instrumental) (ラッキーオーラ…?) – 04:54